# 上越ライブハウスEARTH
上越ライブハウス EARTH（じょうえつライブハウス アース）は、新潟県上越市北城町にあるライブハウスである。2005年12月に開業し、約150名を収容可能な施設を備える。所在地は上越市北城町3丁目6-6 ユートピアコスモス1Fである。地元バンドの協力を得て設立され、地域密着型の運営を特徴とし、地元アーティストに加えて全国的に活動するアーティストの公演も行われている。

## 沿革
2005年12月、地元音楽関係者の協力により設立された。一時期、活動を休止していたとされるが詳細は不明である。2025年には開設20周年を迎える予定である。
2020年代初頭には、新型コロナウイルス感染症の影響で一時休業を余儀なくされたが、感染対策を講じたうえで営業を継続していたことが報道されている。

## 特徴
会場は手作りで設立された経緯があり、地域との結びつきが強いとされる。バンド演奏のほか、ソロやアコースティックなど多様な形式の音楽表現に対応しており、「同じLIVEを二度と観ることはできません」という理念を掲げている。オーナーは「学生から大人まで集える、ホッとする場所」と表現しており、地域の交流拠点としての役割も果たしているとされる。

## 施設
- キャパシティ：約150名[1]
- コインロッカー：あり
- 駐車場：あり
- ドリンク代：別途必要[5]
- 音響設備：PAシステム改良の記録あり[6]

## 主な出演者
音楽データベース「LiveFans」によれば、My Hair is Bad、nano.RIPE、siraphなど複数の著名団体の出演記録がある。また、TETORAやミニマムジークなども2020年代に出演している。

## ゆかりのバンド
My Hair is Badは上越市出身で、学生時代から同ライブハウスを拠点に活動を行っていた。後に全国的な知名度を得た後も、当会場に思い入れがあるとされ、ファンの間では「ゆかりの地」とされている。
ミニマムジークは2019年に結成された地元出身のロックバンドで、上越EARTHを拠点に活動を行っている。

## その他の活動
2023年10月には、アートと音楽を融合したイベント「maru fes 2023」が開催され、地元のアーティストによるライブやパフォーマンスが行われた。

## アクセス
- JR信越本線・妙高はねうまライン「高田駅」より徒歩約15〜17分[1]
- 上越魚沼地域振興快速道路「門田新田IC」より車で約9分[12]